# 市津地区
市津地区（しづちく）は、千葉県市原市の10地区のうち、市原市役所市津支所が管轄している地区。旧市津町域のうち、現在ちはら台地区となっているものを除いた範囲が該当する。

## 概要
市原市では、五井地区、市原・辰巳台地区、姉崎・有秋地区、三和地区についで人口が多い。かなり山がちである。

## 地理

### 地名

#### 現存する地名
- 金剛地
- 奈良
- 古都辺
- 東国吉
- 高倉
- 瀬又
- 中野
- 高田
- 押沼
- 番場
- 永吉
- 潤井戸
- うるいど南
- 下野
- 久々津
- 喜多
- 滝口
- 大作
- 葉木
- 犬成
- 勝間
- 小田部
- 荻作
- 神崎
- 山之郷飛地

#### かつて存在した地名
- 板倉

## 歴史

### 「市津」の由来
かつて存在した旧市原郡市津町は、同じく旧市原郡の市東村と湿津村が合併して誕生している。「市津」というのは合併する以前のこの2村からそれぞれ1字ずつ取って繋げた合成地名である。そこで、市東と湿津の由来も以下に示す。

#### 「市東」の由来
「市原の東部」を意味する。
「市原」の由来は「市原地区」を参照

#### 「湿津」の由来
当地の南の水神谷から豊かで清澄な地下水が湧き出すことに由来する。なお、地区内にある大字の潤井戸は湿津が転訛したものだと考えられている。

## 沿革
1963年4月30日以前の市原市市制施行前の歴史については「市津町」を参照
- 1963年5月1日 - 旧市原郡姉崎町・市原町・五井町・三和町・市津町が合併し、市原市市制施行[3]。

## ニュータウン
- 潤井戸

## 施設

### 公共施設
- 市原市役所市津支所
- 市原市立市津公民館
- 市原市消防局市津消防署

### 小学校
- 市原市立市東第一小学校
- 市原市立市東第二小学校
- 市原市立湿津小学校

### 中学校
- 市原市立市東中学校
- 市原市立湿津中学校

### 高等教育機関
- 帝京平成大学 - 千葉キャンパス